# 닥시나코살라

닥시나코살라(인도 중동부), 기원후 375년경

닥시나코살라 (IAST: Dakṣiṇa Kosala, "남코살라")는 중앙 인도의 역사적인 지역이다. 현재의 마디아프라데시주와 차티스가르주에 걸쳐 있으며, 서부 오디샤주의 일부도 포함한다. 최대 범위에서는 현재 마하라슈트라주의 비다르바 지역 일부를 포함했을 수도 있다.
이 지역의 수도는 시기에 따라 바드라바티, 시르푸르 (고대 슈리푸라), 투만 (고대 툼마나), 라탄푸르 (고대 라트나푸라) 등이었다.

## 범위
닥시나코살라("남부코살라")는 때때로 단순히 코살라라고도 불리며, 현재 우타르프라데시주의 우타라코살라("북부 코살라")와 구별하기 어렵다.
금석문 증거에 따르면 샤돌, 라이푸르, 빌라스푸르, 아누푸르, 삼발푸르구로 둘러싸인 지역은 분명히 닥시나코살라 지역의 일부였다. 이 지구들에서 발견된 비문들은 코살라국 내에 위치한 마을들의 기부를 기록하고 있으며, 이 비문들에 언급된 통치자들은 닥시나코살라에 대한 통치권을 나타내는 칭호(예: 코살라디샤, 코살라디파티, 코살라-나렌드라)를 부여받았다.
7세기 중국 여행자 현장에 따르면, 당시 코살라 왕국의 범위는 둘레가 6,000 리였으며, 면적은 약 81,000제곱마일이었다. 이는 7세기에 닥시나 코살라 지역이 위에서 언급된 지구들로 둘러싸인 지역보다 훨씬 더 넓은 지역을 포함했음을 시사한다. 소마밤시 왕조의 비문들은 삼발푸르와 접하는 현재 오디샤의 다른 지역들도 닥시나 코살라의 일부였음을 시사한다. 현장의 시대에 코살라는 동서 방향으로 동경 78도에서 동경 85도까지 확장되었던 것으로 보인다.
코살라의 북쪽 경계는 아마라칸타카에서 약간 남쪽에 위치했으며, 아마라칸타카는 메칼라 왕국의 일부였다. 바유 푸라나와 마츠야 푸라나를 포함한 푸라나는 메칼라와 코살라를 별개의 지역으로 언급한다. 바카타카 왕 프리트비셰나 2세의 발라가트 비문과 같은 고대 비문들도 이 두 지역을 구별한다. 그러나 한 곳에서 바유 푸라나는 메칼라를 판차 코살라("다섯 코살라") 중 하나로 언급하는데, 이는 어느 시점에서 메칼라 지역의 족장들이 코살라 본토의 통치자들에게 종속되었음을 시사한다.
남쪽으로 닥시나 코살라 지역은 최대 범위에서 현재 마하라슈트라주의 비다르바 지역 일부를 포함했던 것으로 보인다. 날라 왕의 전설에 따르면 그는 코살라의 수도에 도달했는데, 그의 행군 경로에 대한 묘사는 이 수도가 현재의 바드라바티였음을 시사한다.
19세기 인도 고고학 조사국의 창시자인 알렉산더 커닝엄은 닥시나코살라를 마하코살(또는 마하-코살라)의 동의어라고 언급했지만, 이에 대한 출처는 밝히지 않았다. 그러나 어떤 고대 문헌이나 비문도 닥시나코살라와 마하코살이 동일한 지리적 단위를 지칭한다는 주장을 뒷받침하지 않는다. 고대 산스크리트어 문헌은 닥시나코살라를 자주 언급하지만, 마하코살을 지역 이름으로 언급하지 않는다.
고대에는 닥시나코살라(남코살라)가 현대의 차티스가르와 카탁 지구 경계까지의 오디샤주 인접 영토를 포함했다. 푸라나에서는 이 나라가 트라이푸라(자발푸르 근처 트리푸리 주변 지역), 칼링가(오리사주의 일부), 메칼라(나르마다강의 근원지 근처 지역)와 함께 언급된다.

### 수도
바드라바티 외에도 닥시나코살라의 다른 수도는 시기에 따라 시르푸르 (고대 슈리푸라), 투만 (고대 툼마나), 라탄푸르 (고대 라트나푸라)가 있었다. 바드라바티는 현장의 시대까지 닥시나코살라의 수도였을 수 있지만, 시르푸르도 이 지역의 당시 수도 후보지이다.
비마세나 2세 왕의 601년 아랑 비문은 슈리푸라가 현지 리시툴야쿨라 왕들의 수도였음을 시사하며, 아마도 5세기부터였을 것이다. 그 후 이곳은 비문에 코살라의 군주로 묘사된 판두밤시 왕들의 수도가 되었다.
툼마나와 라트나푸라는 몇 세기 후에 닥시나코살라의 수도가 되었다. 툼마나는 후칼라추리 왕조의 왕 코칼라 1세(기원후 875년경)의 후손인 칼링가라자가 세웠다. 라트나푸라는 칼링가라자의 후손이자 라트나푸르 칼라추리 왕조의 왕인 라트나데바가 세웠다.

## 전설
고대 인도 문학과 서사시 라마야나, 마하바라타 및 푸라나에는 북인도의 고대 코살라국에 대한 많은 언급이 있다. 수리야 밤시 이크슈바쿠 왕조의 왕들은 아요디아를 수도로 삼아 코살라를 통치했다. 스리 라마찬드라는 그 씨족의 왕이었고, 그의 성격과 활동을 바탕으로 라마야나가 쓰여졌다. 이 작품은 라마 이후 왕국이 그의 두 아들인 용암과 쿠샤에게 나뉘어졌다고 언급한다. 북코살라는 수도인 슈라바스티 나가리와 함께 라바의 몫이 되었고, 쿠샤는 남코살라를 받았다. 그는 북인도와 남인도를 나누는 빈디아 산맥 근처 쿠샤브라테 강가에 새로운 수도인 쿠샤스탈리푸라를 세웠다. 쿠샤스탈리푸라는 현재 차티스가르주 빌라스푸르 지구의 말하르 근처로 비정된다.
군사 작전의 일환으로 사하데바는 인더스-갠지스 평원 남부 지역의 왕국들을 목표로 삼았다. 무적의 비슈마카를 정복한 사하데바는 전투에서 코살라의 왕과 벤와 강둑에 위치한 영토의 통치자, 그리고 칸타라카와 동부 코살라의 왕들을 물리쳤다.

## 역사
기원전 1세기에 체디의 왕 마하메가바하나가 코살라를 정복했다. 기원후 2세기 초에 사타바하나 왕조의 가우타미푸트라 사타카르니에게 정복되어 기원후 2세기 후반까지 사타바하나 제국의 일부로 남아있었다. 기원후 2세기와 3세기 동안 마하메가바하나 왕조는 남부 코살라에 대한 종주권을 되찾았다. 사무드라굽타는 닥시나파타 원정 중에 아마도 메가 왕조에 속했던 코살라의 마헨드라를 물리쳤다. 그 결과 기원후 4세기 동안 남부 코살라는 굽타 제국의 종주권 아래 놓였다.
제국 굽타의 몰락 이후, 닥시나코살라 지역은 라자르시툴야쿨라, 메칼라의 판두밤시 (메칼라의 판다바), 닥시나코살라의 판두밤시 왕조 (슈리푸라의 판두밤시), 그리고 샤라바푸리야 왕조를 포함한 여러 소규모 왕조에 의해 통치되었다. 이 왕조들의 연대기는 명확하지 않은데, 그들의 비문이 기년법 대신 재위 연호로 기록되어 있기 때문이다. 이 지역에서 발견된 고대 비문 중 기년법으로 기록된 것으로 보이는 유일한 비문은 수라 가문의 비마세나 2세의 아랑 구리판 비문이다. 그러나 이 비문은 이 지역의 다른 기록들과 연결되지 않아 지역의 연대기를 재구성하는 데 큰 도움이 되지 않는다.
메칼라의 판다바는 왕조의 마지막 구성원인 슈라발라 왕이 발행한 두 개의 말하르 비문으로 알려져 있다. 이 왕은 찬드라밤사의 전설적인 영웅 판두의 후손이라고 주장했다.
아마리야쿨라(아마리야 씨족)는 비야그라라자 왕의 말하르 비문으로 알려져 있다. D. C. 시르카르는 이 가문이 샤라바푸리야와 동일하다고 믿고, 아자야 미트라 샤스트리는 독립 왕조라고 믿는 반면, Hans T. Bakker는 샤라바푸리야의 봉신이라고 믿는다.
샤라바푸리야는 처음에는 굽타의 봉신으로 통치했으며, 푸슈카리의 날라와 싸웠을 수도 있다. 그들은 닥시나 코살라만의 독특한 예술과 건축 양식의 토대를 마련했다.
닥시나코살라의 판두밤시는 메칼라의 판두밤시와 관련이 있었던 것으로 보이며, 처음에는 샤라바푸리야의 봉신으로 활동했다. 왕조의 초기 왕들은 바이슈나바였지만, 마지막으로 알려진 왕 마하시바굽타 발라르주나는 자신을 시바의 신봉자(파라마-마헤슈바라)라고 불렀고, 불교도들도 후원했다. 중국 여행자 현장은 그의 통치 기간 동안 이 지역을 방문하여 그의 왕국("캬오-사-로" 또는 코살라)을 다음과 같이 묘사했다.
| “ | 수도는 둘레가 약 40 리 정도 되며, 토양은 비옥하고 풍요로워 풍성한 작물을 생산한다. [...] 인구는 매우 밀집되어 있다. 사람들은 키가 크고 검은 피부를 가졌다. 사람들의 성향은 강하고 폭력적이며, 용감하고 충동적이다. 이곳에는 이단과 신봉자들이 모두 있다. 그들은 학문에 열심이며 높은 지성을 가졌다. 왕은 크샤트리야 계급 출신이며, 불법을 크게 존경하고 그의 덕과 사랑은 널리 알려져 있다. 약 100개의 상하라마와 10,000명 미만의 승려가 있으며, 그들은 모두 대승의 가르침을 함께 연구한다. 약 70개의 데바 사원이 있으며, 다양한 신념의 이단자들이 자주 찾는다. 도시 남쪽 멀지 않은 곳에 오래된 상하라마가 있으며, 그 옆에는 아소카 왕이 세운 스투파가 있다. | ” |

닥시나코살라의 판두밤시는 현재 오디샤주를 통치했던 후기 소마밤시 왕조와 관련이 있었을 수도 있다.

## 같이 보기
- 고대 인도의 왕국

## 참고 문헌
- Hans T. Bakker (1994). 〈Observations on the History and Culture of Dakṣiṇa Kosala〉.   Nalini Balbir; J Bautze. 《Festschrift : Klaus Bruhn zur Vollendung des 65. Lebensjahres》. Reinbek: Inge Wezler. 1–66쪽. OCLC 37840411.
- Hira Lal (1986) [1933]. 《The Extent and Capital of Daksina Kosala》. 《Indian Antiquary》 62 (Swati).
- Ajay Mitra Shastri (1995). 《Inscriptions of the Śarabhapurīyas, Pāṇḍuvaṁśins, and Somavaṁśins: Part I》. Motilal Banarsidass. ISBN 978-81-208-0635-1.